# Сет Роллінс
Колбі Деніел Лопес (нар. 28 травня 1986 року) — американський професійний реслер. Наразі він на контракті з WWE, де виступає на шоу бренду RAW під ім'ям Сет Роллінс (англ. Seth Rollins). Він є першим чемпіоном світу у важкій вазі (створений заново титул). Відомий своєю майстерністю на рингу та здатністю переконливо перевтілюватися в екранного персонажа — він вважається одним з найкращих професійних реслерів сучасності та одним з найвидатніших реслерів свого покоління.
До підписання контракту з WWE він виступав під псевдонімом Тайлер Блек у Ring of Honor (ROH) і був частиною угрупування Age of the Fall разом з Джиммі Джейкобсом. Здобув популярність в ROH і зарекомендував себе як один з найкращих професійних реслерів Північної Америки за межами WWE. За час свого перебування в ROH він один раз став чемпіоном світу ROH і двічі (з Джейкобсом) командним чемпіоном світу ROH, а також виграв турнір «Survival of the Fittest» 2009 року. Він також виступав в різних незалежних промоушенах, включаючи Full Impact Pro, де він був одноразовим чемпіоном світу у важкій вазі FIP, а також Pro Wrestling Guerrilla, де він був одноразовим командним чемпіоном світу PWG (також з Джейкобсом).
Лопес підписав контракт з WWE у 2010 році і був відправлений на тодішній дочірній промоушен розвитку талантів — Florida Championship Wrestling (FCW), де його перейменували на Сета Роллінса і він став першим чемпіоном Великого Шолома FCW. Після того, як WWE провела ребрендинг даного промоушену з FCW на NXT, він став першим чемпіоном NXT. У 2012 році, на Survivor Series дебютував в основному ростері компанії разом з Діном Емброусом і Романом Рейнсом у складі тріо-угрупування під назвою Щит (англ. The Shield). Він виграв свій перший чемпіонський титул в основному ростері разом з Рейнсом — командне чемпіонство RAW, а всього командним чемпіоном був 6 разів.
Роллінс — шестиразовий світовий чемпіон WWE: двічі чемпіон WWE, двічі — Всесвітній чемпіон та двічі — чемпіон світу у важкій вазі. Він також двічі ставав Інтерконтинентальним чемпіоном та чемпіоном Сполучених Штатів, що робить його 29-им чемпіоном потрійної корони WWE та 19-им чемпіоном Великого Шолома WWE. Також Сет є другим реслером (після Міза), який двічі став чемпіоном Великого Шолома WWE за новим форматом, введеним 2015 року. Сет Роллінс — єдиний реслер, що вигравав усі головні титули усіх брендів WWE: Чемпіонство WWE, Всесвітнє чемпіонство, Чемпіонство світу у важкій вазі та Чемпіонство NXT. Також єдиний реслер, який брав участь у матчах за звання інавгураційного чемпіона за три титули (чемпіонський пояс NXT, Всесвітнього чемпіона та чемпіона світу у важкій вазі).
Роллінс також виграв матч з драбинами Money in the Bank 2014 року, премію Slammy Award 2015 року в номінації «Суперзірка року», а також матч Royal Rumble 2019 року. Загалом він є дев'ятиразовим володарем премії Slammy Award і виграв 16 чемпіонських титулів у WWE (всі, крім одного, в основному ростері). Він був однією з головних дійових осіб Ери Реальності WWE і залишається центральною фігурою в Новій Ері. Після того, як покинув «Щит» у 2014 році, він приєднався до угруповання «Authority», створивши свій тимчасовий екранний образ головного лиходія. З тої пори він перетворився у одну з головних героїчних фігур компанії і був хедлайнером численних великих PPV і лайвстримінгових заходів WWE.
Роллінс очолював список 500 найкращих реслерів світу за версією Pro Wrestling Illustrated PWI 500 у 2015, 2019 та 2023 роках, був визнаний реслером року за версією PWI у 2015 та 2023 роках, а також був названий реслером року за версією Sports Illustrated у 2022 році. Він також став першим реслером, який реалізував контракт «Money in the Bank» на Реслманії і є рекордсменом за найдовший телевізійний матч в історії WWE, виступаючи протягом 65 хвилин і перемігши Рейнса і Джона Сіну в той же вечір.

## Раннє життя
Колбі Деніел Лопес народився в Давенпорті, штат Айова, 28 травня 1986 року. Він має вірменське, німецьке та ірландське походження. Прізвище Лопес отримав від свого вітчима мексиканського походження, якого він вважає своїм справжнім батьком. У нього є брат і сестра, але він не знав про це, поки їхнє існування не було виявлено завдяки тесту ДНК у 2019 році. Закінчив середню школу Davenport West у 2004 році. У підлітковому віці він був інтровертом, жив прямолінійним стилем життя і був великим шанувальником рок-музики та хеві-метал. Тренувався у школі боротьби, що належала Денні Деніелсу, на кордоні між Чикаго та Оук-Парком.

## Кар'єра в професійному реслінгу

### Незалежна сцена (2004—2010)

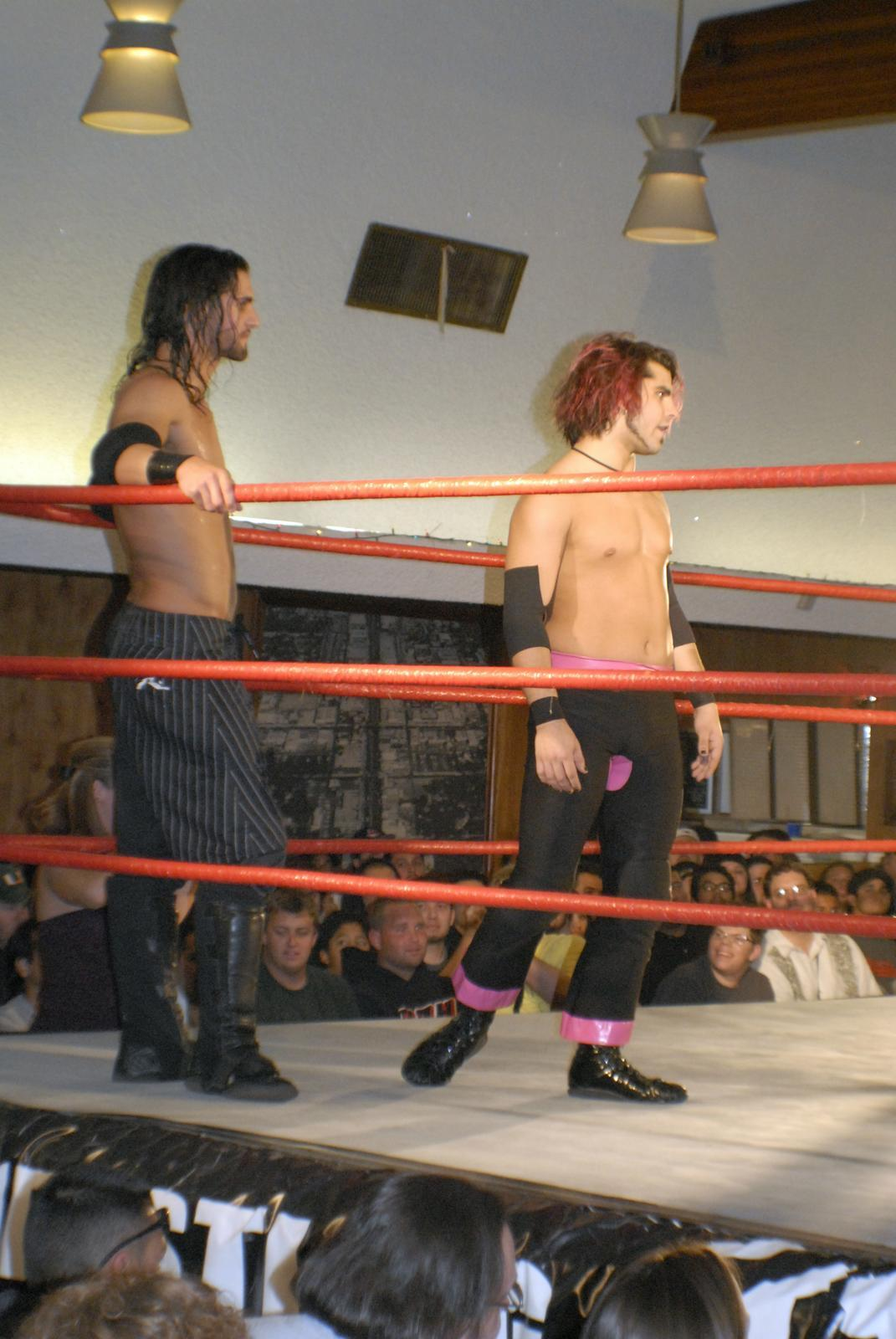
Блек (ліворуч) поруч з лідером «Епохи падіння» Джиммі Джейкобсом на шоу PWG у 2005 році

Лопес дебютував у віці 19 років 21 серпня 2004 року, виступаючи на незалежній сцені Айови під псевдонімом Gixx. Потім він приєднався до Незалежної Асоціації Реслінгу Середнього Півдня (англ. Independent Wrestling Association Mid-South або IWA) Ієна Роттена під ім'ям Тайлер Блек і взяв участь у турнірі Ted Petty Invitational Tournament, перемігши Села Томаселлі, перш ніж був вибитий Меттом Сайдалом (він же Еван Борн в часи роботи у WWE) у чвертьфіналі в Гаммонді, штат Індіана, 23 вересня 2005 року.
Незабаром він приєднався до NWA Midwest і виграв командне чемпіонство промоушена з Мареком Брейвом. На початку 2006 року вони зберегли командні титули NWA Midwest у матчах проти Райана Боза і Денні Деніелса, Брета Вейна і Хайпа Ґотті, Джейсона Рейна і Марко Кордови. Тайлер ненадовго з'явився в Total Nonstop Action Wrestling (TNA) і в команді з Джеффом Луксоном програв Латиноамериканському Xchange (Хомісайд і Ернандес) на шоу Impact! в жовтні 2006 року.
25 травня 2007 року, під час матчу з тодішніми чемпіонами Full Impact Pro (FIP) Братами Бріско (Джей і Марк Бріско) в Мельбурні, штат Флорида, партнер Блека по команді Марек Брейв отримав травму спини. Це змусило Тайлера продовжити сольну кар'єру і, виступаючи в Pro Wrestling Guerrilla (PWG), він переміг Джоуї Райана в своєму дебютному поєдинку 10 червня.
На турнірі PWG «Життя під час війни» (англ. Life During Wartime) 6 липня 2008 року Блек і Джиммі Джейкобс виграли командне чемпіонство світу PWG, перемігши Родеріка Стронга та Ель Дженеріко, який замінив Джека Еванса. На заході FIP 20 грудня Блек переміг Го Шіозакі і завоював титул чемпіона світу у важкій вазі FIP. На шоу FIP 2 травня 2009 року Дейві Річардс отримав титул чемпіона світу у важкій вазі за рішенням суддів, оскільки Блек був не в змозі змагатися.

### Ring of Honor

#### Епоха падіння (2007—2009)
На записі PPV Ring of Honor (ROH) Man Up 15 вересня 2007 року Блек дебютував разом з Джиммі Джейкобсом і Некро Батчером, коли вони напали на Братів Бріско і повісили Джея Бріско на легкому спорядженні, зробленому у вигляді петлі. Таким чином вони утворили угруповання під назвою Age of the Fall (укр. Епоха падіння). Дана сцена з підвішуванням виявилась настільки суперечливою, що ROH вирішили видалити це з запису, що повинен був піти в ефір. Пізніше, того ж вечора Блек дебютував на рингу ROH у темному поєдинку, провівши з Джеком Евансом матч, що завершився без результату.
На Glory by Honor VI у листопаді Блек переміг Алекса Пейна, але після матчу був атакований Братами Бріско. Він з'явився разом з Age of the Fall в їхньому матчі проти Братів Бріско в рамках головної події заходу. На шоу «Фінальна Битва» (англ. Final Battle) 30 грудня 2007 року, Блек і Джейкобс перемогли Братів Бріско і виграли командне чемпіонство світу ROH. Через місяць, 26 січня 2008 року, вони програли чемпіонство команді No Remorse Corps (Дейві Річардс і Роккі Ромеро), змагаючись у матчі на витривалість (матч Iron Man), в якому також брали участь The Hangmen 3 (Брент Олбрайт і Бі Джей Вітмер) та команда Остіна Ейріса й Брайана Деніелсона.
На Take No Prisoners 30 травня Блек невдало кинув виклик Найджелу МакГіннесу в боротьбі за титул чемпіона світу ROH. На Up For Grabs Блек і Джейкобс виграли турнір з восьми команд і здобули своє друге командне чемпіонство світу ROH. Вони програли титули 14 листопада на Driven команді Кевіна Стіна та Ель Дженеріко. Блек отримав другий шанс стати чемпіоном світу ROH на Death Before Dishonor VI у Нью-Йорку, коли він зіткнувся з МакГіннесом, Деніелсоном і Клаудіо Кастаньйолі у чотиристоронньому матчі на виліт, але МакГіннес зберіг за собою титул.

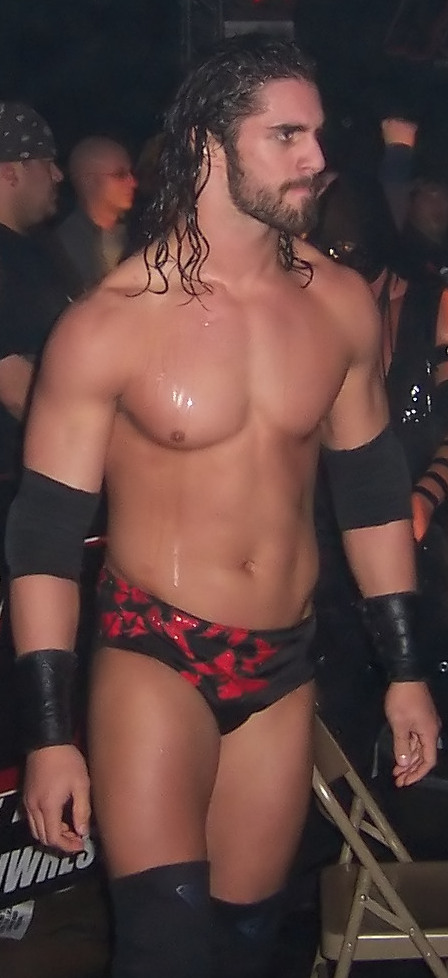
Блек у грудні 2008 року

На «Фінальній Битві» в грудні, після того, як Блек програв Остіну Ейрісу матч за звання першого претендента, Джейкобс відвернувся від нього, а Остін напав на Блека. На Full Circle 16 січня 2009 року Блек отримав нетитульний бій проти тодішнього чемпіона світу ROH Найджела МакГіннеса, в якому здобув перемогу. Наступного вечора Тайлер зустрівся з МакГіннесом у титульному поєдинку, який закінчився внічию за лімітом часу. 26 червня на турнірі Violent Tendencies Блек переміг Джиммі Джейкобса в поєдинку в сталевій клітці, поклавши край їхній ворожнечі.

#### Чемпіон світу ROH та звільнення (2009—2010)
У вересні 2009 року Блек взяв паузу в роботі після операції на шиї. 10 жовтня Блек переміг Кенні Кінга в матчі першого раунду, а потім Клаудіо Кастаньйолі, Кольта Кабану, Деліріуса, Кріса Хіро і Родеріка Стронга у фіналі, вигравши турнір Survival of the Fittest 2009 року і отримавши право на матч за титул чемпіона світу ROH. 19 грудня на «Фінальній Битві», першому PPV-шоу ROH наживо, Блек бився з тодішнім чемпіоном світу ROH Остіном Ейрісом 1 годину, допоки не оголосили нічию через обмеження у часі. Через це, тодішній комісар ROH Джим Корнетт призначив матч-реванш між ними на 13 лютого 2010 року, на восьмому ювілейному шоу компанії. Корнетт створив суддівську колегію, до якої увійшли він сам і по одній людині від кожного учасника, щоб у разі повторного жеребкування був визначений переможець. Остін вибрав Кінга, а Тайлер — Стронга, якому він гарантував бій за титул чемпіона світу ROH у разі перемоги. Під час шоу Блек переміг Ейріса утриманням й виграв чемпіонство світу ROH.
3 квітня Блек зберіг титул у тристоронньому матчі на вибування проти Остіна Ейріса та Родеріка Стронга на шоу The Big Bang!. Він також тріумфував 19 червня на наступному платному шоу, Death Before Dishonor VIII, в матчі проти Дейві Річардса. Блек став лиходієм (хілом) на записі Ring of Honor Wrestling 20 серпня після того, як з'явилася новина про те, що він підписав контракт таланта з World Wrestling Entertainment (WWE). Він погрожував забрати пояс Чемпіона світу ROH з собою в WWE і відмовився поставити на кін чемпіонський титул в поєдинку з Дейві Річардсом 28 серпня, який він потім програв підкоренням. 11 вересня на Glory By Honor IX, у своєму останньому виступі в ROH, Блек програв титул чемпіона світу ROH Родеріку Стронгу в матчі без дискваліфікації з Террі Фанком як запрошеного рефері, завершивши свій рейн на позначці у 210 днів, після семи успішних захистів титулу.

### World Wrestling Entertainment (WWE)

#### Території розвитку талантів (2010—2012)
8 серпня 2010 року Лопес підписав контракт з WWE і у вересні був направлений на їхній майданчик розвитку талантів — Florida Championship Wrestling (FCW). 14 вересня Блек дебютував у WWE в темному матчі перед записом SmackDown, перемігши Трента Баррету.
Лопес дебютував у FCW 30 вересня під ім'ям Сет Роллінс (англ. Seth Rollins), програвши Майклу МакҐіллікатті. Потім Роллінс зустрівся з Уніко 4 листопада — в першому в історії FCW 15 матчі «Залізна людина» з лімітом у 15 хвилин, де вони зійшлися на нічиї 1:1. Після цього Роллінс разом з Уніко, Річі Стімботом і Джиндером Махалом взяв участь у турнірі FCW 15 під назвою Jack Brisco Classic. 13 січня 2011 року Роллінс переміг у фіналі Уніко і виграв турнір, ставши першим чемпіоном FCW Jack Brisco 15. 25 березня, на домашньому шоу, Роллінс і Річі Стімбот перемогли Деміена Сендоу і Тайтуса О'Ніла і виграли командне чемпіонство Флориди FCW. Згодом Роллінс і Стімбот поступилися титулами Біг І Ленгстону та Келвіну Рейнсу.
У липні 2011 року Роллінс почав ворогувати з Діном Емброусом. Емброус і Роллінс провели свій перший матч за титул чемпіона FCW 15 у 15-хвилинному поєдинку «Залізна людина» в епізоді FCW від 14 серпня. Матч закінчився внічию, жоден з бійців не був утриманий чи підкорений і, в результаті, Роллінс зберіг свій пояс. Наступний 20-хвилинний титульний матч-реванш через два тижні завершився аналогічною нічиєю 0:0. Другий 30-хвилинний матч-реванш за титул, що відбувся 18 вересня в ефірі FCW, закінчився внічию 2:2, і матч був переведений в додатковий час, у якому Роллінс здобув перемогу утриманням і виграв з рахунком 3:2. 22 вересня Роллінс програв чемпіонство FCW 15 Деміену Сендоу через дискваліфікацію після того, як Емброус напав на Сендоу наприкінці матчу. 23 лютого 2012 року Роллінс переміг Лео Крюгера і став новим чемпіоном Флориди у важкій вазі FCW. Роллінс програв чемпіонський титул Ріку Віктору на домашньому шоу 31 травня.
Після того, як в серпні 2012 року WWE провела ребрендинг FCW на NXT, телевізійний дебют Сета на жовтому бренді відбувся у другому епізоді перезавантаженого NXT в Full Sail University 27 червня, коли він переміг Джіро. Роллінс взяв участь у турнірі «Золота лихоманка» (англ. Gold Rush Tournament) за звання першого чемпіона NXT, де переміг Джиндера Махала у фіналі турніру в епізоді NXT від 29 серпня. В епізоді NXT від 10 жовтня Сет провів свій перший успішний захист титулу, перемігши Майкла МакГіллікатті.
В епізоді NXT від 2 січня 2013 року Роллінс успішно захистив титул чемпіона NXT у матчі проти Корі Ґрейвза, але наступного тижня програв його Біг І Ленгстону в матчі без дискваліфікації. Після втрати титулу Роллінс продовжував ворогувати з Ґрейвзом і напав на нього під час матчу за титул чемпіона NXT з Конором О'Брайаном, який був претендентом номер один. Потім Сет прийняв виклик Ґрейвза і переміг його в матчі з дроворубами, щоб покласти край ворожнечі.

#### Щит (2012—2014)

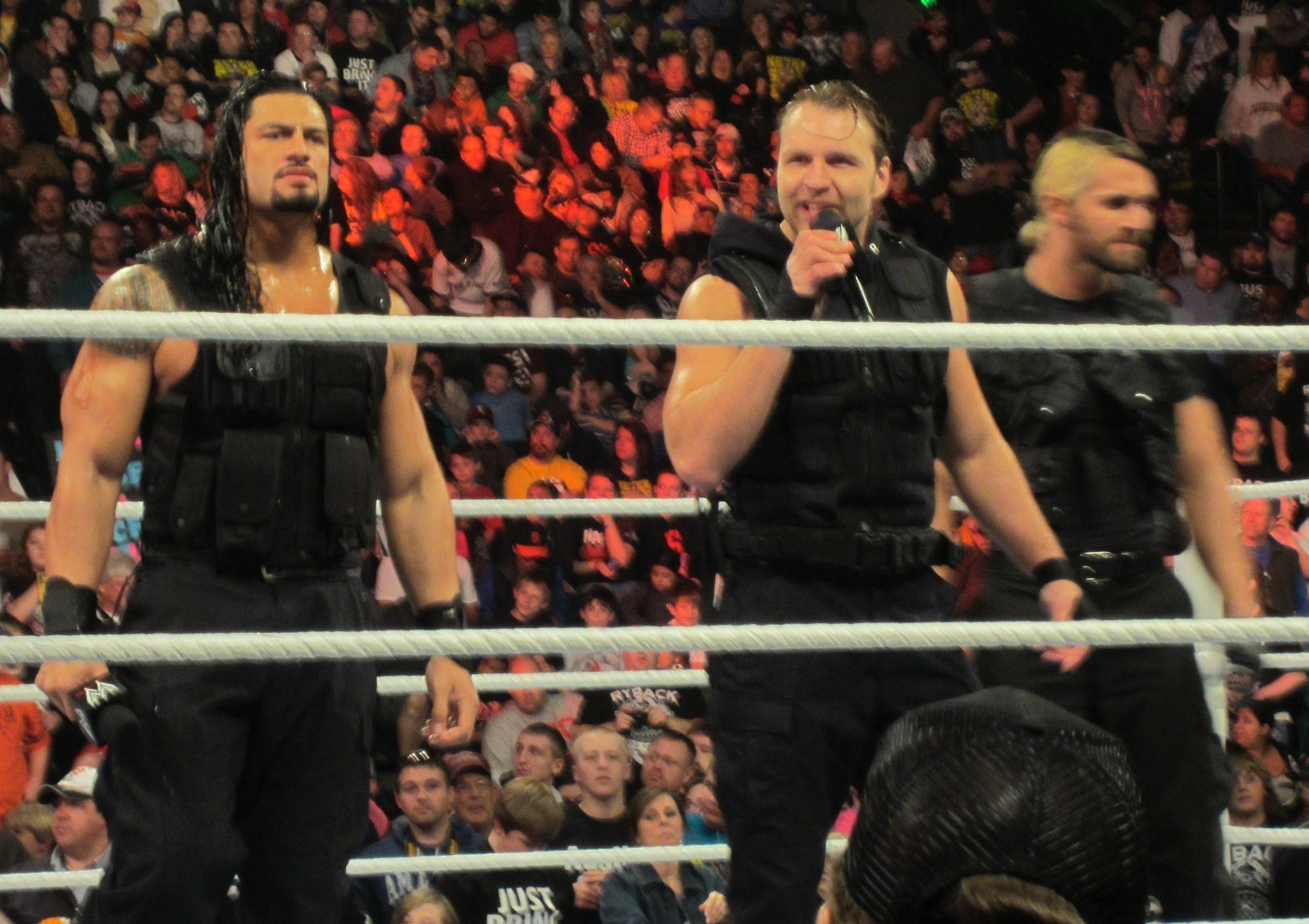
Роллінс (праворуч) дебютував у головному ростері WWE як член Щита в листопаді 2012 року

Роллінс дебютував в основному ростері WWE 18 листопада 2012 на pay-per-view шоу Survivor Series. Він разом з Діном Емброусом і Романом Рейнсом втрутилися в матч «потрійна загроза» за титул чемпіона WWE, напавши на Райбека. Наслідком стало утримання СМ Панком Джона Сіни і успішне збереження першим свого титула. Дане тріо назвали своє угруповання Щит і оголосили, що боротимуться проти «несправедливості» і заперечували, що допомагають СМ Панку, але періодично нападали на його суперників, таких як Райбек, Міз, Кейн і Денієл Брайан. Це призвело до того, що на шоу Tables, Ladders, and Chairs був призначений поєдинок зі столами, драбинами й стільцями, в якому Щит зустрівся з Райбеком і командою Hell No (Кейн і Брайан). Роллінс з партнерами здобув у дебютну матчі перемогу. Сет продовжував виступати на NXT і захищати титул чемпіона жовтого бренду, допоки не програв пояс Біг І Ленгстону в епізоді NXT від 9 січня 2013 року. Паралельно, Щит продовжував допомагати Панку після TLC, атакувавши Райбека і Скелю (на Royal Rumble) в січні 2013 року. У випуску RAW від 28 січня стало відомо, що Панк і його менеджер Пол Гейман платили Щиту і Бреду Меддоксу за роботу на них.
Потім Щит тихо припинив співпрацю з Панком, почавши ворожнечу з Джоном Сіною, Райбеком і Шеймусом. Протистояння вилилось у командний матч три-на-три на Elimination Chamber (17 лютого 2013 року), в якому перемогла команда Сета. 7 квітня вони перемогли Шеймуса, Біг Шоу та Ренді Ортона на Реслманії 29. Наступної ночі на RAW, Щитівці спробували напасти на Трунаря, але були зупинені командою Hell No. Як наслідок відбувся ще один командний матч три-на-три в епізоді RAW від 22 квітня, котрий Щит виграв. В епізоді RAW від 13 травня безпрограшна серія Щита в телевізійних командних матчах шести чоловік закінчилася поразкою через дискваліфікацію. Це сталося у командному матчі три-на-три на вибування проти Джона Сіни, Кейна і Денієла Брайана.

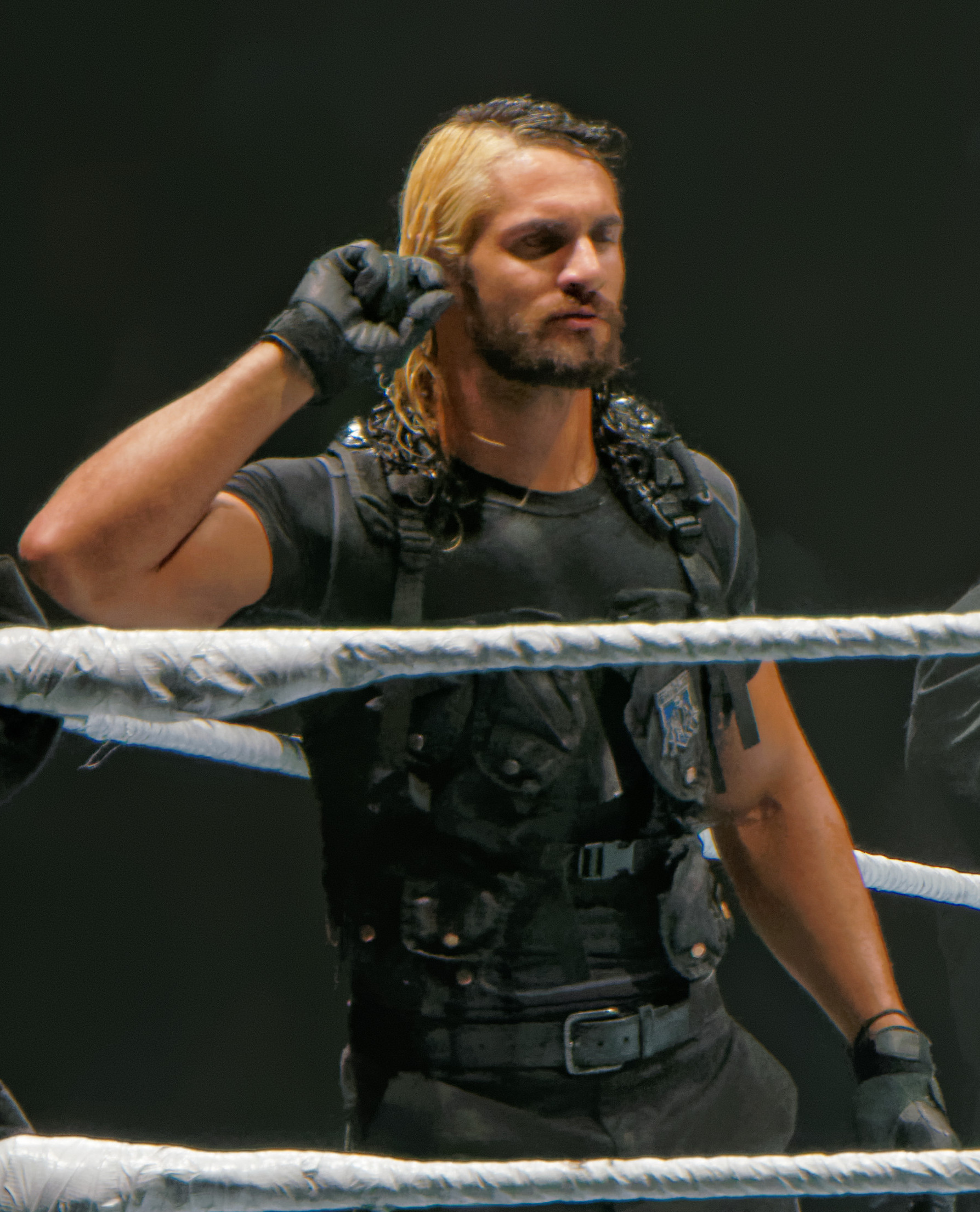
Роллінс на шоу WWE Live в листопаді 2013 року

19 травня на шоу Extreme Rules Роллінс і Рейнс перемогли команду «Hell No» в командному торнадо-матчі і виграли командне чемпіонство WWE. 14 червня в епізоді SmackDown «Щит» зазнав першої значної поразки в телевізійних командних матчах шести чоловік проти «Hell No» і Ренді Ортона, коли Брайан змусив Роллінса здатись від больового. Роллінс і Рейнс успішно зберегли титули командних чемпіонів WWE у матчі проти Брайана і Ортона на Payback 13 червня. У серпні Щит почав працювати на головного операційного директора Тріпл Ейча та Владу. Вони зберегли свої титули у протистоянні з братами Усо під час перед-шоу Money in the Bank 14 липня і з «The Prime Time Players» (Даррен Янг і Тайтус О'Ніл) на Night of Champions 15 вересня. На Battleground 6 жовтня нещодавно звільнені (сюжетно) Коді Роудс і Голдаст повернули собі роботу, перемігши Роллінса і Рейнса в нетитульному матчі.
В епізоді RAW від 14 жовтня Роллінс і Рейнс програли свої титули Роудсу і Голдасту в матчі без дискваліфікації після втручання Біг Шоу. На Hell in a Cell 27 жовтня Роллінс і Рейнз не змогли повернути собі пояси в тристоронньому командному матчі, в якому також брали участь Усо. На Survivor Series 24 листопада Щит об'єднався з Антоніо Сезаро і Джеком Сваггером, протистоячи Рею Містеріо, братам Усо, Коді Роудсу і Голдасту в традиційному для даного шоу командному матчі на вибуття. Хоча Сет був усунутий Містеріо, Рейнс виграв матч для команди. На TLC: Tables, Ladders & Chairs 15 грудня Щит програв СМ Панку в гандикап-матчі 3-на-1 після того, як Рейнс випадково зачепив Емброуса. 26 січня 2014 року на Royal Rumble Роллінс вийшов на свій перший Royal Rumble матч під номером 2. Він викинув трьох опонентів, перш ніж його вибив з матчу товариш по команді Рейнс. Наступного вечора на RAW Щит бився з Денієлом Брайаном, Шеймусом та Джоном Сіною у відбірковому командному матчі три-на-три, щоб взяти участь у матчі Elimination Chamber за титул чемпіона світу у важкій вазі WWE. Але команда Сета програла матч через дискваліфікацію після того, як сім'я Ваятта (Брей Ваятт, Ерік Роуен та Люк Гарпер) втрутилася і напала на Сіну, Брайана та Шеймуса. На Elimination Chamber 23 лютого Щитівці зазнали поразки від Сім'ї Вайатта у матчі-реванші.

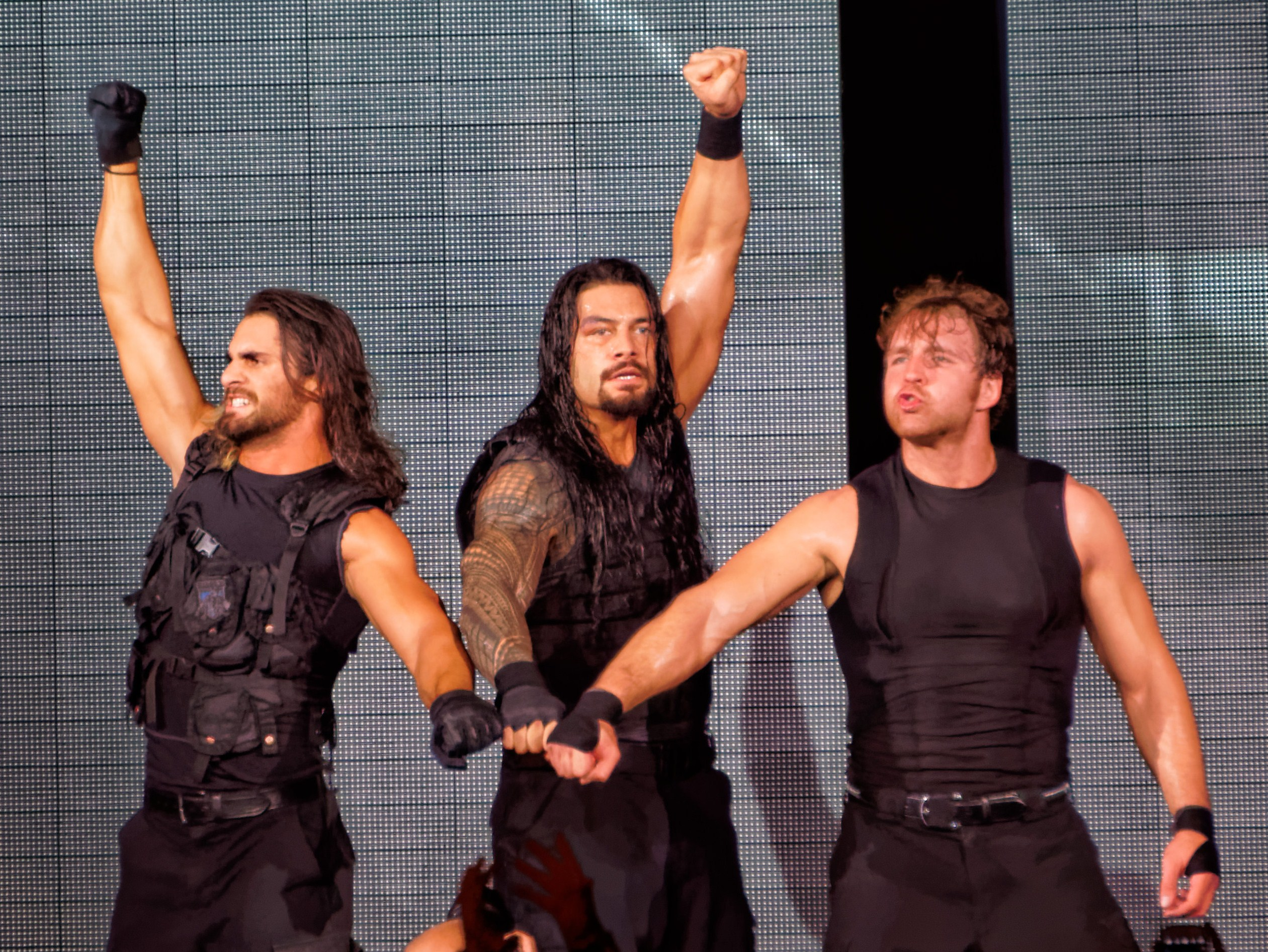
Щит демонструє свій коронний жест у травні 2014 році

Пізніше, в березні Щит почав ворожнечу з Кейном, ставши таким чином командою фейсів. На Реслманії XXX 6 квітня Щит переміг Кейна та команду New Age Outlaws (Біллі Ганна та Дорожнього Пса). Потім Щит ворогував з Тріпл Ейчем, операційним директором WWE і лідером угруповання «Authority», яке пізніше реформувалось у оновлену Еволюцію з Батістою і Ренді Ортоном у складі, щоб взяти гору над Щитом. Щит переміг Еволюцію на Extreme Rules 4 травня, а потім знову на Payback 1 червня в матчі «Без обмежень» (англ. No Holds Barred) на виліт, в якому жоден з членів Щита не був вибитим.

#### Чемпіон WWE (2014—2016)

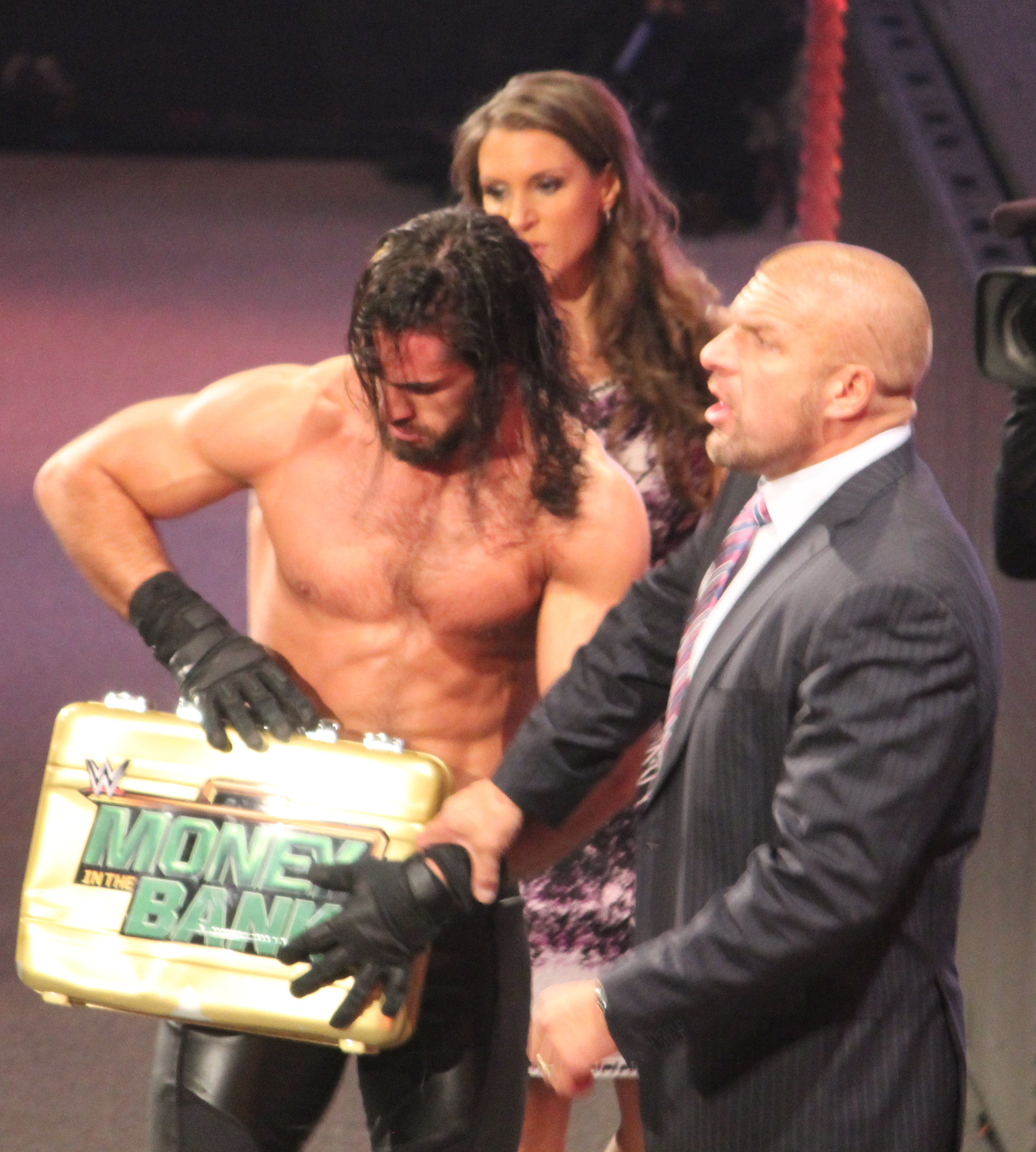
Роллінс з контрактом «Money in the Bank» у супроводі Тріпл Ейча та Стефані МакМен. Вересень 2014 року.

В епізоді RAW від 2 червня Роллінс обернувся проти Емброуса і Рейнса, щоб возз'єднатись з «Владою», знову ставши хілом. Він взяв участь у матчі за кейс «Money in the Bank» на однойменному шоу 29 червня, який виграв після втручання Кейна. Роллінс переміг Емброуса на Battleground 20 липня за рішенням судді після того, як їхній матч був скасований Тріпл Ейчем через передматчевий напад Діна на Сета за лаштунками, а також на SummerSlam 17 серпня в матчі з дроворубами після того, як вдарив опонента кейсом Money in the Bank після втручання Кейна. Наступного вечора на RAW Роллінс знову переміг Емброуса в матчі з утриманням/підкоренням будь-де — рефері зупинив матч на користь Сета після того, як Кейн знову втрутився і допоміг Роллінсу виконати прийом Curb Stomp на купі шлакоблоків, через що, той отримав травму (сюжетно). Потім Роллінс почав ворогувати з Романом Рейнсом і матч між ними був призначений на Night of Champions 21 вересня, але у Рейнса розвинулася защемлена грижа, яка вимагала операції до початку заходу. В результаті цього Сет був оголошений переможцем за рішенням судді, перш ніж на нього напав Емброус, який повернувся. Незабаром після цього Роллінс найняв Джеймі Ноубла та Джоуї Мерк'юрі охоронцями. Цей дует отримав назву «J&J Security». Ворожнеча між Роллінсом і Емброусом досягла кульмінації на Hell in a Cell 26 жовтня, коли Сет переміг Діна в матчі з пекельною кліткою після того, як Брей Ваятт втрутився і напав на Емброуза. Після Hell in a Cell між Роллінсом і Ренді Ортоном почала зростати напруга через привілейоване ставлення до Роллінса з боку «Влади», що призвело до матчу між ними в епізоді RAW від 3 листопада, в якому перемогу здобув Сет. Після матчу Ортон напав на «Владу», але був подоланий, а Роллінс провів прийом Curb Stomp Ренді на сталеві сходинки рингу, в результаті чого той отримав сюжетну травму. На Survivor Series 23 листопада Роллінс був капітаном команди «Authority» у командному матчі п'ять-на-п'ять на вибуття проти команди Сіни, в якому він був виявився останнім, хто залишився й був вибитий Дольфом Зігглером. В результаті поразки, «Authority» була усунута від контролю над WWE. На TLC: Tables, Ladders & Chairs 14 грудня Сет програв Сіні матч зі столами.
В епізоді RAW від 5 січня 2015 року «Authority» відновила контроль над WWE. На Royal Rumble 25 січня Роллінс не зміг виграти тритсторонній матч за титул чемпіона WWE у важкій вазі проти Сіни та чемпіона Брока Леснара. На Fastlane 22 лютого Роллінс, Біг Шоу та Кейн перемогли Зігглера, Еріка Роуена та Райбека. Однак після матчу повернувся Ренді Ортон і напав на Ноубла, Мерк'юрі та Кейна, а Сет втік з арени. Після кількох тижнів розмов про возз'єднання з «Владою», Ортон врешті-решт напав на Роллінса, що призвело до поєдинку між ними на Реслманії 31 29 березня, який Сет програв. Тієї ж ночі Роллінс використав свій контракт «Money in the Bank» під час двобою за титул чемпіона світу у важкій вазі WWE між Леснаром і Рейнсом, перетворивши його на тристоронній матч і утримав Рейнса. Вигравши цей титул вперше в кар'єрі, Сет став першою людиною, яка використала свій контракт «Money in the Bank» на Реслманії і під час титульного матчу. Роллінс продовжив свою ворожнечу з Ортоном після Реслманії, що призвело до матчу за чемпіонський титул у сталевій клітці з Кейном, як вартового біля дверей на Extreme Rules 26 квітня. Роллінс здобув перемогу після втручання «червоної машини». На турнірі Payback 17 травня Роллінс зберіг титул у чотиристоронньому матчі з Ортоном, Рейнсом та Емброусом після того, як утримав Ортона. Потім Сет зберіг чемпіонський титул від Емброуса 31 травня на Elimination Chamber програвши через дискваліфікацію. Роллінс знову здобув перемогу над Емброусом на Money in the Bank 14 червня в матчі з драбинами.
На Battleground 19 липня, Сет зберіг титул після поразки через дискваліфікацію від Брока Леснара після того, як Трунар напав на Леснара. У серпні Роллінс продовжив свою ворожнечу з чемпіоном США Джоном Сіною, якого він переміг після втручання Джона Стюарта у матчі з двома титулами на кону на SummerSlam 23 серпня. Завдяки цьому Сет захистив своє чемпіонство світу у важкій вазі WWE й виграв титул чемпіона США. Здобувши перемогу, Роллінс став першим і єдиним реслером, який володів обома титулами одночасно, поки не програв Чемпіонство США Сіні на Night of Champions 20 вересня, але зміг зберегти світовий титул у поєдинку зі Стінгом пізніше, того ж вечора. 3 жовтня на заході Live from Madison Square Garden Роллінс не зміг повернути собі титул чемпіона США в поєдинку у сталевій клітці. На Hell in a Cell 25 жовтня Роллінс зберіг титул чемпіона світу у важкій вазі WWE у матчі з Кейном, а останнього було звільнено з посади операційного директора (згідно з умовами матчу).
4 листопада, під час матчу проти Кейна на шоу WWE в Дубліні, Ірландія, Роллінс розірвав хрестоподібну зв'язку, хрестоподібну кістку та медіальний меніск коліна під час спроби виконати прийом Sunset Flip Powerbomb. Травма вимагала хірургічного втручання і, за оцінками, вивела Роллінса з ладу приблизно на шість-дев'ять місяців, тому він був змушений відмовитись від титулу чемпіона світу у важкій вазі WWE наступного дня, завершивши свій рейн на відмітці у 220 днів. WWE визнає, що його чемпіонство тривало 219 днів. В епізоді Raw від 21 грудня Роллінс спеціально з'явився, щоб отримати нагороду Slammy як Суперзірка 2015 року.
На Extreme Rules 22 травня 2016 року Роллінс повернувся після травми, атакувавши Романа Рейнса прийомом Pedigree після захисту останнім титулу чемпіона світу у важкій вазі WWE від Ей Джея Стайлза. Наступного вечора на RAW Шейн МакМен запланував матч між Рейнсом та Роллінсом за титул на Money in the Bank. На заході 19 червня Роллінс переміг Рейнса і завоював свій другий титул чемпіона світу у важкій вазі WWE, ставши першим реслером, який легітимно переміг Рейнса в одиночному двобої в основному ростері. Але за кілька хвилин програв титул Діну Емброусу, який реалізував контракт «Money in the Bank», який він виграв раніше, того ж вечора. У липні Сет не зміг відібрати у Діна перейменований титул чемпіона WWE як на RAW, так і на SmackDown. Під час драфту WWE 2016 року 19 липня Роллінс був відправлений на Raw як перший вибір для червоного бренду. На Battleground 24 липня Роллінс невдало для себе поборовся за перейменоване Чемпіонство світу WWE у тристоронньому матчі проти Емброуса та Рейнса. Цей титул надалі став ексклюзивним для бренду SmackDown. Через це, наступного вечора на щотижневому шоу RAW було представлено Всесвітнє чемпіонство WWE. Сет програв матч за інавгураційне чемпіонство Фінну Балору 21 серпня на SummerSlam.

#### Возз'єднання Щита (2016—2017)
Після того, як Балор відмовився від титулу наступного вечора на RAW (через травму плеча, отриману на SummerSlam), Роллінс зіткнувся з Біг Кессом, Кевіном Оуенсом і Романом Рейнсом у чотиристоронньому матчі на вибування за титул, але Тріпл Ейч втрутився і напав на Роллінса, що дозволило Кевіну виграти пояс. У випуску RAW від 5 вересня Роллінс напав на Оуенса під час церемонії святкування, вперше з 2014 року ставши фейсом. Сет не зміг виграти титул у Оуенса на Clash of Champions 25 вересня та Hell in a Cell 30 жовтня через кілька втручань з боку Кріса Джеріко. На Survivor Series, 20 листопада Роллінс став частиною команди Raw разом з Оуенсом, Джеріко, Брауном Строуманом і Романом Рейнсом, яка програла команді SmackDown. На Roadblock: End of the Line 18 грудня Роллінс переміг Джеріко.

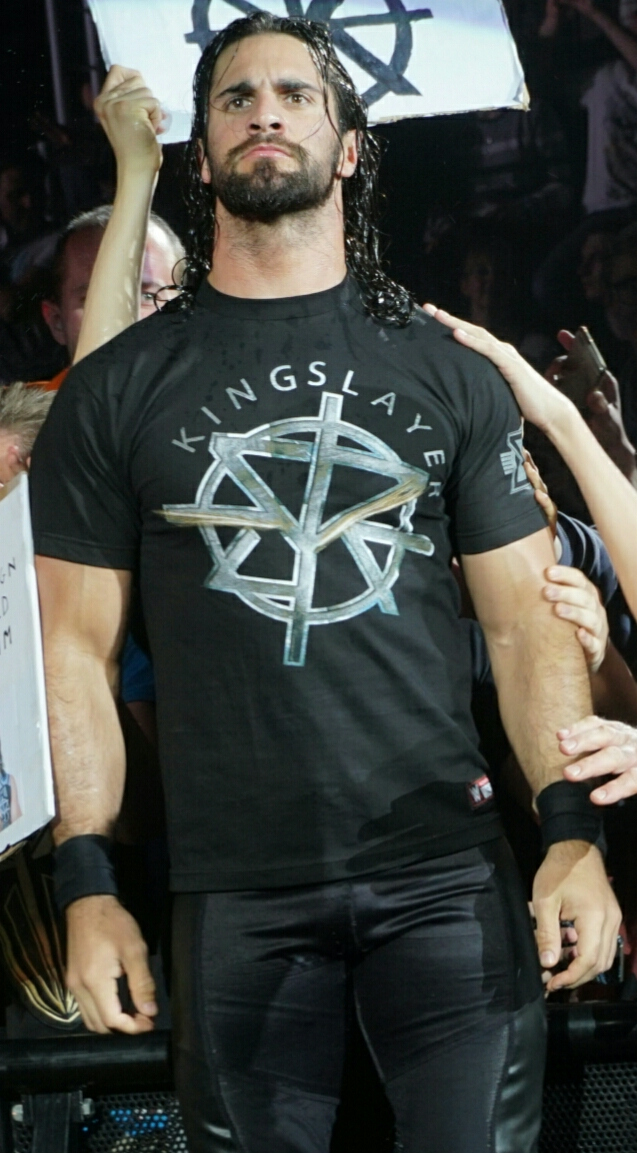
Роллінс у травні 2017 року на домашньому шоу. Прізвисько Kingslayer (Царевбивця) на його футболці відсилає до перемоги Сета над Тріпл Ейчем на Реслманії 33.

У січні 2017 року Роллінс розпочав ворожнечу з Тріпл Ейчем, яка привела реслерів на Реслманію. 28 січня Роллінс з'явився на NXT TakeOver: San Antonio, перервавши шоу і вимагаючи протистояння з Тріпл Ейчем, який вийшов лише для того, щоб наказати охороні прибрати Сета з рингу. В епізоді RAW від 30 січня Роллінс зіткнувся зі Стефані МакМен і ще раз погукав Тріпл Ейча, вимагаючи відповіді за його зраду. Пізніше тієї ж ночі на Роллінса ззаду напав дебютант Самоа Джо, який придушив його захватом Coquina Clutch. Сет підписав контракт на участь у несанкціонованому поєдинку проти Тріпл Ейча 2 квітня на Реслманії 33, який він виграв. Роллінс переміг Самоа Джо на шоу Payback 30 квітня, завдавши Джо першої поразки в основному ростері. На Extreme Rules 4 червня Роллінс взяв участь у п'ятисторонньому поєдинку за екстремальними правилами, щоб визначити претендента номер один на титул Всесвітнього чемпіона WWE, в якому також брали участь Балор, Джо, Рейнс і Ваятт, а виграв самоанець.
В епізоді Raw від 10 липня Сет врятував Діна Емброуса від нападу Міза і «Miзтуражу» (Кертіс Аксель і Бо Даллас). Не зумівши завоювати довіру Емброуса протягом декількох тижнів, вони посперечалися на рингу в епізоді Raw 14 серпня і побилися один з одним, перш ніж відбитися від Сезаро і Шеймуса, возз'єднавши команду в процесі. На SummerSlam 20 серпня Емброус і Роллінс перемогли Сезаро і Шеймуса, здобувши командне чемпіонство Raw і зберегли пояси в матчі-реванші на No Mercy 24 вересня. В епізоді RAW від 9 жовтня Роллінс й Емброус возз'єдналися з Романом Рейнсом. Новостворений «Щит» мав зустрітися з Брауном Строуманом, Сезаро, Кейном, Мізом і Шеймусом на TLC: Tables, Ladders & Chairs 22 жовтня у гандикап-матчі 5-на-3 зі столами, стільцями й драбинами, але Рейнса замінив Курт Енгл через хворобу Романа, і тріо виграло матч. Емброус й Роллінс програли командні титули Сезаро і Шеймусу в епізоді RAW від 6 листопада через те, що угруповання «Новий день» з бренду SmackDown відволікло чемпіонів, закінчивши їхній рейн на відмітці у 78 днів (WWE визнає, що їхнє чемпіонство тривало 79 днів). На Survivor Series 19 листопада Щит переміг Новий День. У грудні Дін зазнав розриву біцепса, що вивело його з ладу приблизно на дев'ять місяців і змусило Щит взяти паузу.

#### Інтерконтинентальний чемпіон (2017—2018)
В епізоді RAW від 25 грудня Роллінс і Джейсон Джордан перемогли Сезаро і Шеймуса, ставши новими командними чемпіонами Raw. 28 січня 2018 року на Royal Rumble Роллінс вийшов під номером 18 у однойменному матчі, але був викинутий з рингу Рейнсом. Одразу після матчу Royal Rumble Роллінс і Джордан програли свої титули Сезаро і Шеймусу, закінчивши свій рейн на 34 дні. 6 лютого команда Роллінса і Джордана розпалася, бо Джордану була зроблена операція на шиї.
Після цього Сет був оголошений учасником матчу Elimination Chamber (поєдинок у клітці на вибуття), у якому мали визначити претендента № 1 на Всесвітнє чемпіонство WWE і котрий мав відбутися на однойменному шоу. В епізоді RAW від 19 лютого Роллінс взяв участь у ґаунтлет-матчі сімох чоловіків, щоб вирішити, хто ввійде у матч на вибуття в клітці останнім. Роллінс здолав Романа Рейнса, а потім Джона Сіну, перш ніж його утримав Елаяс. Роллінс бився одну годину і п'ять хвилин, що є найдовшим виступом будь-якого реслера у матчі в історії шоу. Шість днів по тому, на Elimination Chamber, Роллінс став п'ятим учасником, кого вибив Браун Строуман у матчі.
8 квітня на Реслманії 34 Сет переміг Фінна Балора та Міза у тристоронньому матчі і вперше у своїй кар'єрі завоював титул інтерконтинентального чемпіона. З цією перемогою Роллінс став двадцять дев'ятим чемпіоном потрійної короною та вісімнадцятим чемпіоном Великого Шолому в історії WWE відповідно. Зберігши титул у поєдинку проти Міза на Backlash 6 травня та Елаяса 17 червня на Money in the Bank, Роллінс поступився поясом наступної ночі на RAW Дольфу Зігглеру після того, як його відволік союзник Зігглера Дрю МакІнтайр й закінчив таким чином рейн Сета на 71 дні. Роллінс не зміг повернути титул у Зіглера в 30-хвилинному матчі «Залізна людина» (англ. Iron Man) на Extreme Rules 15 липня після втручання МакІнтайра, але на SummerSlam 19 серпня Роллінс переміг Зігглера і повернув собі чемпіонський титул, заручившись підтримкою Діна Емброуса, що повернувся.

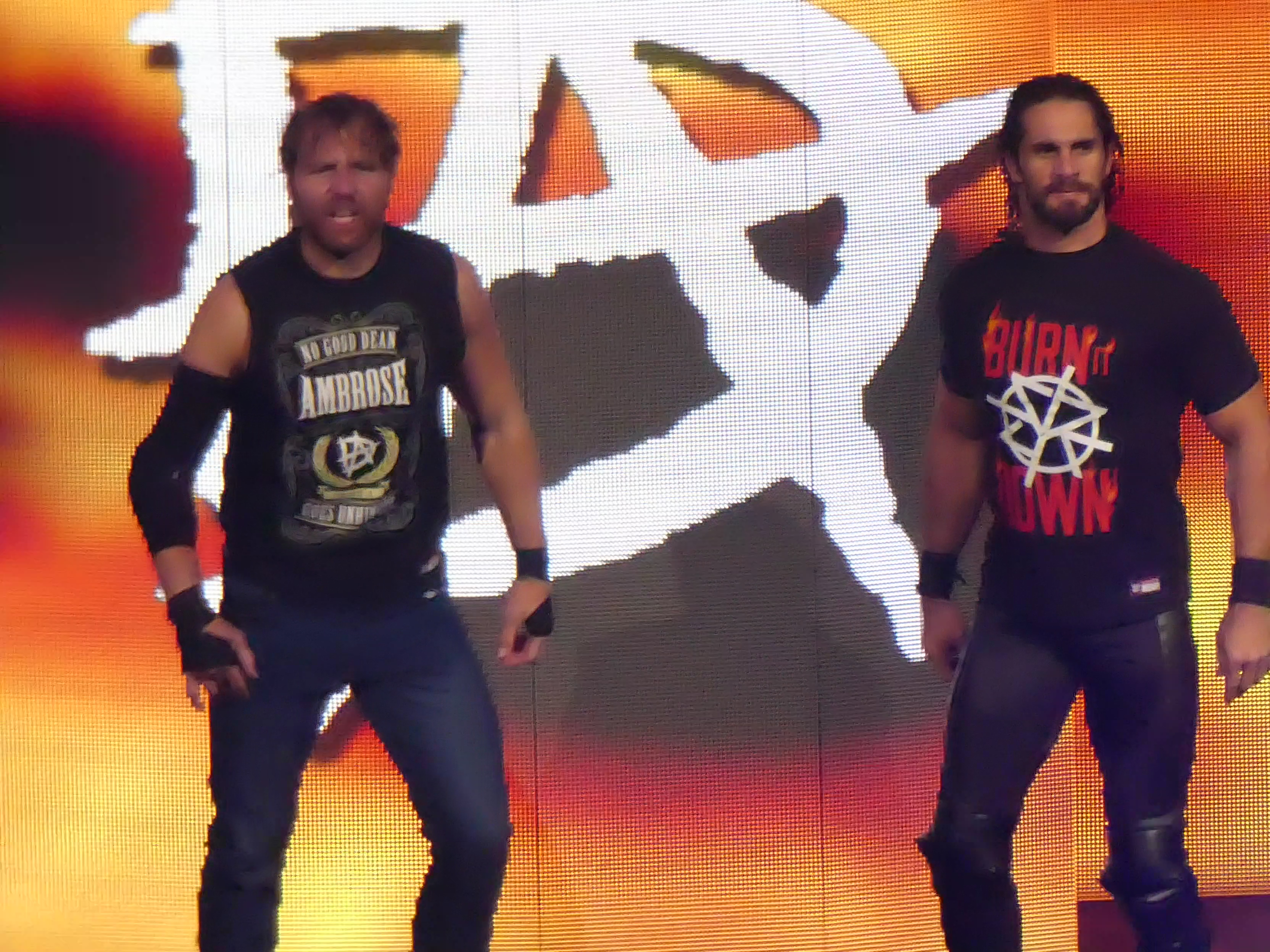
В 2017 році, Роллінс знову об'єднався з Діном Емброусом та частково поновив Щит

Наступної ночі на RAW Роллінс відновив «Щит» разом з Емброусом і Романом Рейнсом, не давши Строуману використати контракт «Money in the Bank» проти Всесвітнього чеміпіона WWE Рейнса. На Hell in a Cell 16 вересня Роллінс і Емброус не змогли виграти командне чемпіонство RAW у МакІнтайра і Зігглера. На Super Show-Down 6 жовтня Щит переміг МакІнтайра, Зігглера і Строумана в командному матчі 3-на-3. Через два дні на RAW Щит був переможений згаданим тріо в матчі-реванші, причому Емброус пішов від своїх товаришів по команді після їх поразки.
В епізоді RAW від 22 жовтня Рейнс взяв перерву у кар'єрі через лейкемію, що знову проявила себе. Пізніше тієї ж ночі Роллінс і Емброус перемогли Зігглера і МакІнтайра, щоб виграти командне чемпіонство Raw (це зробило Сета подвійним чемпіоном). Однак Емброус напав на Роллінса, розпаливши ворожнечу між ними і знову розпустивши Щит. Роллінс і Емброус втратили титули в епізоді RAW від 5 листопада, коли Роллінс програв гандикап-матч Авторам Болю (Акам і Резар). 18 листопада на Survivor Series Інтерконтинентальний чемпіон Роллінс переміг чемпіона США Шінсуке Накамуру в міжбрендовому матчі з двома титулами на кону. 16 грудня на TLC: Tables, Ladders & Chairs Роллінс програв інтерконтинентальне чемпіонство Емброусу, закінчивши свій рейн на 119 день. Сет кілька разів безуспішно намагався повернути чемпіонство Діна — в матчі з утриманням/підкоренням будь-де, у який втрутився Боббі Лешлі й в тристоронньому матчі, де Лешлі виграв титул після того, як утримав Емброуса.

#### Всесвітній чемпіон (2018—2019)
27 січня 2019 року на Royal Rumble Роллінс виграв свій перший Royal Rumble матч, викинувши останнім Брауна Строумана. Наступної ночі, в ефірі RAW, Роллінс кинув виклик Броку Леснару за титул Всесвітнього чемпіона на Реслманії 35. Незабаром після цього Сет помирився з Емброусом і Рейнсом (який нещодавно повернувся), щоб втретє відновити «Щит». Тріо перемогло Дрю МакІнтайра, Боббі Лешлі та Барона Корбіна 10 березня на Fastlane. На Реслманії 35, 7 квітня Роллінс переміг Леснара і вперше завоював титул Всесвітнього чемпіона.

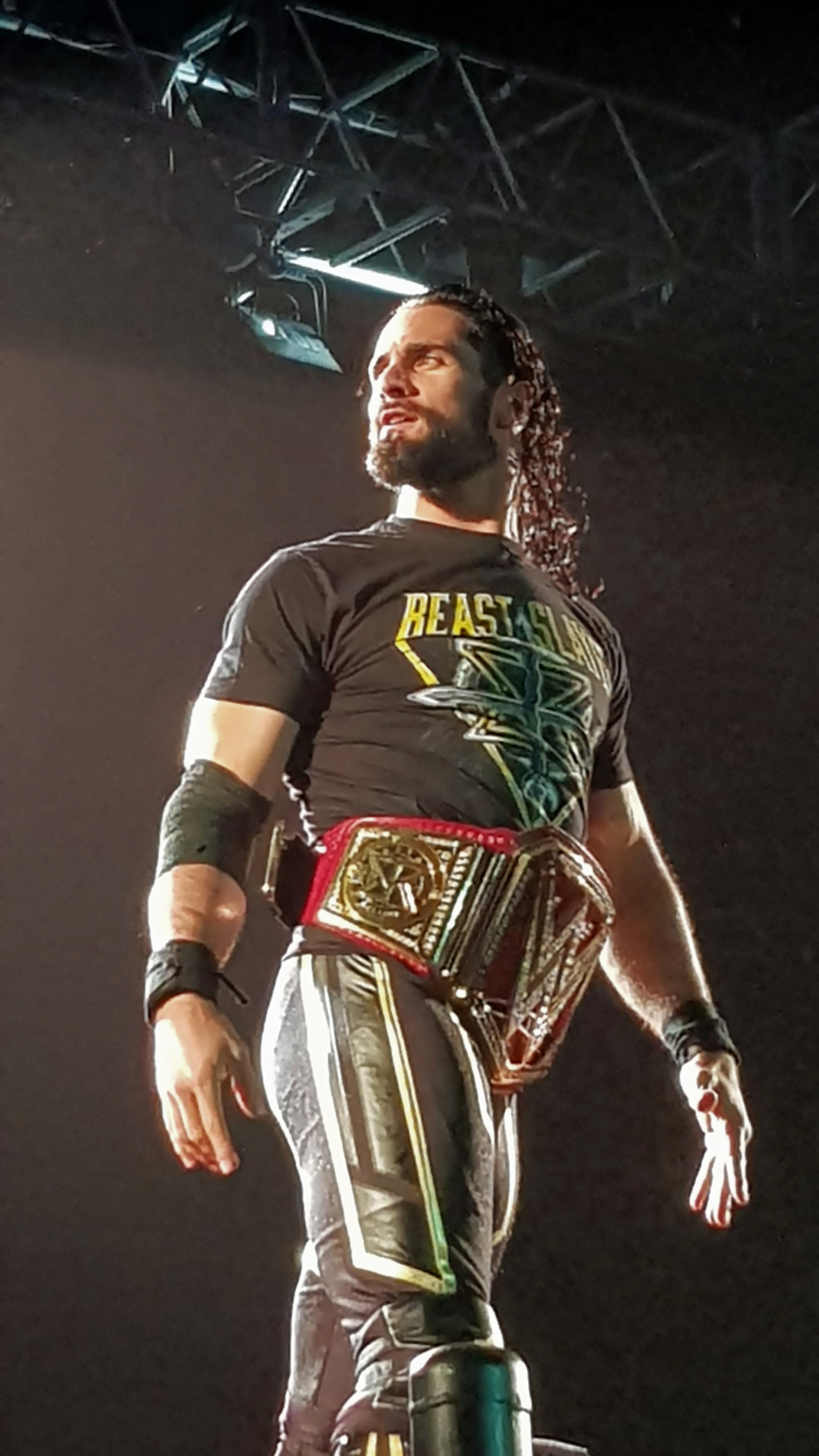
Роллінс в статусі Всесвітнього чемпіона у травні 2019 року

Потім Роллінс вступив у ворожнечу з Ей Джеєм Стайлзом, зберігши титул Всесвітнього чемпіона у матчі проти нього 19 травня на Money in the Bank. Сет успішно захистив титул від Корбіна на Super ShowDown 7 червня та на Stomping Grounds 23 червня, де Лейсі Еванс була спеціальним запрошеним рефері. Роллінс переміг у тому протистоянні завдяки допомозі своєї реальної дружини та чемпіонки Raw серед жінок Беккі Лінч, котра допомогла пройти через упереджене суддівство з боку Еванс. Роллінс і Лінч перемогли Корбіна і Еванс на Extreme Rules 14 липня в матчі змішаних команд за екстремальними правилами, де розігрувались обидва пояси подружжя. Після цього Роллінс програв титул Леснару, який використав контракт «Money in the Bank», закінчивши рейн Сета на 98-ий день. Наступного вечора в ефірі RAW Роллінс виграв батл-роял десяти чоловік за право зустрітися з Леснаром у поєдинку за чемпіонство, викинувши останнім Ренді Ортона. На SummerSlam 11 серпня Сет переміг Леснара і повернув собі чемпіонський титул, ставши другим реслером, який тримав пояс Всесвітнього чемпіона більше одного разу. Він також став першою суперзіркою, яка перемогла Леснара і на Реслманії, і на SummerSlam.
В епізоді RAW від 19 серпня Роллінс виграв своє рекордне, п'яте командне чемпіонство RAW разом з Брауном Строуманом — вони перемогли Карла Андерсона та Люка Ґаллоуза. На Clash of Champions 15 вересня Роллінс і Строуман програли титули Дольфу Зігглеру і Роберту Руду. Пізніше тієї ж ночі Роллінс зберіг титул Всесвітнього чемпіона у матчі проти Строумана, але після двобою на нього напав «Потвора» Брей Ваятт. На Hell in a Cell 6 жовтня Роллінс захищав свій титул від «Потвори» в матчі у пекельній клітці, який закінчився зупинкою судді після того, як Брей був похований під кількома знаряддями бою, а Сет вдарив його кувалдою. Дана кінцівка було негативно сприйнята критиками та фанатами. 31 жовтня на Crown Jewel Роллінс програв Ваятту чемпіонський титул в поєдинку з утриманням/підкоренням будь-де, закінчивши свій другий рейн на 80-му дні.

#### Месія (2019—2020)
Роллінс був обраний капітаном команди Raw у протистоянні з командами SmackDown і NXT, що мало місце 24 листопада на Survivor Series. Перемогу здобула команда синього бренду. Наступного вечора, в ефірі RAW Роллінс вилаяв увесь склад своєї команди за те, що вони погано себе проявили і не змогли перемогти на PPV. Пізніше ці коментарі привернули увагу Кевіна Оуенса, який напав на Сета і викликав його на поєдинок, що закінчився дискваліфікацією — Автори Болю (Акам і Резар) напали на Кевіна. В епізоді RAW від 9 грудня (незважаючи на заперечення союзу з Авторами) Роллінс приєднався до Акама і Резара, напавши на Оуенса. Відповідно, вперше з 2016 року Роллінс став хілом.
Після цього Сет почав величати себе «Понеділковим Вечірнім Месією», заявляючи, що «жертвує» своїми опонентами заради «більшого блага», і створив угруповання з Авторами Болю й Бадді Мерфі. Роллінс і Мерфі перемогли «Вікінгів-рейдерів» і виграли командне чемпіонство Raw в епізоді RAW від 20 січня 2020 року, ставши рекордними, шестиразовими чемпіонами. Сет брав участь у Royal Rumble 26 січня 2020 року як останній учасник, але був вибитий переможцем — Дрю МакІнтайром. Роллінс і Мерфі зберегли свої титули у матчі проти «Вуличної Наживи» на Super ShowDown 27 лютого, але програли їм же пояси в епізоді RAW 2 березня. Через шість днів Сет і Бадді не змогли повернути собі чемпіонство в черговому поєдинку з Наживою на Elimination Chamber. На Реслманії 36, 4 квітня Роллінс зустрівся з Оуенсом у матчі без дискваліфікації, який програв, тим самим завершивши ворожнечу.
На Money in the Bank 10 травня Сет невдало кинув виклик Дрю МакІнтайру за титул чемпіона WWE. Наступного вечора на RAW Роллінс напав на Рея Містеріо і пошкодив йому око сталевими сходинками рингу. В епізоді RAW від 18 травня Роллінс завербував Остіна Тіорі як члена свого угруповання. Згодом Містеріо повернувся і викликав Роллінса на поєдинок «Око за Око», де єдиним способом перемогти було витягти очне яблуко суперника. Поєдинок відбувся 19 липня на The Horror Show at Extreme Rules, в якому Сет виграв, використавши сходинки рингу, щоб дістати око Містеріо. Протягом наступних тижнів син Рея Містеріо Домінік конфліктував з Роллінсом через напади на нього та його батька. На SummerSlam 23 серпня Сет переміг Домініка у вуличній бійці. Наступного вечора на RAW був організований командний матч між Сетом й Бадді проти Рея і Домініка Містеріо на Payback 30 серпня, де Роллінс і Мерфі програли лучадорам.
В епізоді RAW від 5 жовтня Мерфі напав на Роллінса після того, як той відмовився вибачитися перед ним, тим самим розірвавши їхній союз. У жовтні на драфті WWE 2020 року Сет був відправлений на бренд SmackDown. В епізоді SmackDown від 20 листопада Роллінс програв Мерфі і закінчив протистояння. На Survivor Series, двома днями пізніше, Роллінс був частиною команди SmackDown, але став першою людиною, яку вибили і зробив це Шеймус — Сет «пожертвував» собою і його команда програла.

#### Візіонер (2021—2023)

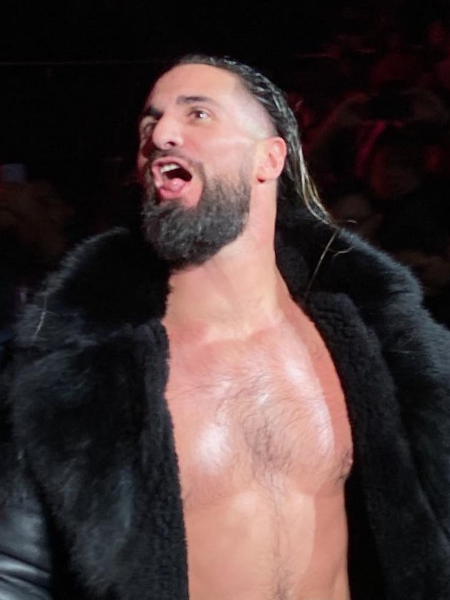
Роллінс у жовтні 2022 року

Після двомісячної перерви Роллінс повернувся на Royal Rumble 31 січня 2021 року, увійшовши під номером 29. Він протримався до фінальної трійки, перш ніж був вибитий переможцем Еджем. Сет повернувся на SmackDown в епізоді від 12 лютого, заявивши, що він є лідером, якого потребує SmackDown і що склад SmackDown повинен «прийняти його візію», що спонукало роздягальню піти від нього. Потім Сет напав на Сезаро, який був єдиним, хто залишився, розпочавши з ним ворожнечу. На Fastlane 21 березня Роллінс переміг Шінсуке Накамуру. У першу ніч Реслманії 37, 10 квітня Роллінс програв Сезаро. На WrestleMania Backlash 16 травня Сет з'явився, щоб напасти на Сезаро зі сталевим стільцем. 20 червня на Hell in a Cell Роллінс переміг Сезаро. У епізоді SmackDown від 9 липня Сет знову переміг Сезаро, відібравшись таким чином у матч з драбинами Money in the Bank на однойменному шоу, поклавши тим самим край ворожнечі зі швейцарцем. На Money in the Bank 18 липня Роллінс не зміг здобути контракт, оскільки матч виграв Біг І.
Того ж вечора Роллінс втрутився в головну подію, де Роман Рейнс захищав Всесвітнє чемпіонство у матчі проти Еджа. Сет відволік рефері, що коштувало Еджу перемоги. Протягом наступних тижнів Роллінс й Едж ворогували і нападали один на одного аж до епізоду SmackDown від 6 серпня, де Едж викликав Сета на матч на SummerSlam. На шоу 21 серпня Роллінс програв Еджу технічним нокаутом, але виграв матч-реванш 10 вересня в епізоді SmackDown. У рамках драфту 2021 року Роллінс був відправлений на бренд Raw. В епізоді SmackDown від 8 жовтня Едж зажадав провести матч в «пекельній клітці», який був офіційно анонсований для шоу Crown Jewel. На заході 21 жовтня Роллінс зазнав поразки від Еджа, тим самим поклавши край їхній ворожнечі. На Survivor Series 21 листопада Роллінс взяв участь у матчі 5-на-5 на вибування в складі команди RAW і виграв матч як єдиний вцілілий, усунувши Джеффа Гарді.
В епізоді RAW від 25 жовтня Роллінс переміг Фінна Балора, Кевіна Оуенса та Рея Містеріо у чотиристоронньому поєдинку з драбинами, ставши претендентом № 1 на титул чемпіона WWE Біг І на Day 1. Протягом наступних тижнів Кевін Оуенс і Боббі Лешлі також приєдналися до поєдинку за титул чемпіона WWE на Day 1, що зробило його чотиристороннім матчем. На Day 1, 1 січня 2022 року Роллінс не зміг виграти титул, оскільки Брок Леснар був доданий до матчу і виграв пояс. Того ж місяця він почав виступати як Сет «Фрікін» Роллінс. На Royal Rumble 29 січня Сет зустрівся з Романом Рейнсом з бренду SmackDown у двобої за Всесвітнє чемпіонство, вигравши матч по дискваліфікації, але залишивсь без пояса. 18 лютого на Elimination Chamber він претендував на титул чемпіона WWE в однойменному матчі, але був вибитий Леснаром. Потім Сет безуспішно намагався знайти місце в карді 38-ї Реслманії, поки містер МакМен не оголосив в епізоді RAW 28 березня, що Роллінс зустрінеться з суперником, якого обрав Вінс. У перший вечір заходу, 2 квітня було розкрито інтригу — суперником Сета став Коді Роудс, який повернувся в компанію і переміг у матчі.
На WrestleMania Backlash 8 травня Роллінс вдруге програв Роудсу. У наступному епізоді RAW Роллінс напав на Коді і поклав його на лопатки під час матчу за титул чемпіона Сполучених Штатів проти Тіорі. Наступного тижня Роудс викликав Роллінса на матч у пекельній клітці на однойменному шоу і Роллінс прийняв виклик. На шоу 5 червня Роллінс втретє програв Роудсу. Матч отримав 5-зірковий рейтинг від поважного журналіста Дейва Мельцера, що зробило його першим матчем основного ростеру WWE, який отримав 5-зірковий рейтинг з 2011 року, і першим матчем в кар'єрі Сета, який отримав таку оцінку. В епізоді RAW від 13 червня Роллінс переміг Ей Джея Стайлза, щоб здобути право на участь у титульному матчі на Money in the Bank 2 липня, який виграв Тіорі.
Після цього Роллінс почав атакувати Метта Ріддла протягом наступних кількох тижнів, доки не було призначено матч між ними на SummerSlam. Однак поєдинок був відкладений після того, як Ріддл зазнав травми під час нападу Сета в епізоді RAW від 25 липня. Незважаючи на це, і Роллінс, і Ріддл з'явилися на SummerSlam 30 липня, взявши участь у бійці, в якій гору взяв Сет. Матч між ними відбувся 3 вересня на Clash at the Castle, де Сет переміг Ріддла. Протягом наступних тижнів Роллінс і Ріддл продовжували нападати один на одного, аж поки 19 вересня в епізоді RAW не було оголошено, що на шоу Extreme Rules вони проведуть матч-реванш у «бійцівській ямі». На шоу 8 жовтня Роллінс програв Ріддлу підкоренням.
В епізоді RAW від 10 жовтня Роллінс вдруге виграв чемпіонство США, перемігши Боббі Лешлі після того, як Брок Леснар, що повернувся, напав на Лешлі перед матчем. Це зробило Сета другим рестлером (після Міза), який став дворазовим чемпіоном Великого шолома WWE. Наступного тижня в ефірі RAW Роллінс успішно захистив титул від Ріддла, поклавши край їхній ворожнечі. В епізоді RAW від 7 листопада Роллінс кинув відкритий виклик за свій пояс, на який відгукнувся Лешлі, що напав на Роллінса ще до початку матчу. В результаті містер Money in the Bank Остін Тіорі активував свій контракт, однак, через втручання Лешлі, Сет зберіг титул. Після цього Роллінс розпочав ворожнечу з Тіорі, вперше з 2019 року ставши фейсом. На Survivor Series: WarGames, 26 листопада Роллінс програв Тіорі чемпіонство США в тристоронньому матчі, в якому також брав участь Лешлі, закінчивши свій рейн на 47-му дні.
В епізоді RAW від 12 грудня Роллінс переміг Лешлі і отримав ще один матч за титул чемпіона США проти Тіорі. В епізоді RAW від 2 січня 2023 року Роллінс не зміг відібрати титул у Остіна. 28 січня Сет вийшов на матч Royal Rumble під номером 15, але був вибитий Лоґаном Полом. У випуску RAW від 30 січня Роллінс переміг Чада Ґейбла у відбірковому поєдинку, що давав місце у матчі Elimination Chamber за титул. На шоу Elimination Chamber 18 лютого Роллінс не зміг виграти титул, будучи останнім, кого вибив Теорія після втручання Пола. У перший вечір Реслманії 39, 1 квітня Сет переміг Пола. На Backlash 6 травня Роллінс переміг Омоса.

#### Чемпіон світу у важкій вазі, повалення Романа Рейнса з трону (2023—2024)
В епізоді RAW від 8 травня Роллінс завоював право битися за перестворений титул Чемпіона Світу у важкій вазі на шоу Night of Champions, спочатку перемігши Деміана Пріста та Шінсуке Накамуру в тристоронньому матчі, а потім — Фінна Балора, який переміг у аналогічному тристоронньому матчі. На Night of Champions Сет переміг Ей Джея Стайлза у фіналі турніру і став першим чемпіоном. Через два дні, в ефірі RAW Роллінса перервав Стайлз, який привітав Сета з перемогою, і вони вдвох зійшлися в переможному поєдинку проти Судного дня (Фінн Балор і Деміан Пріст). Наступного тижня, в епізоді RAW від 5 червня, Роллінс переміг Пріста у матчі «відкритий виклик» зберігши пояс. На NXT Gold Rush Роллінс переміг Брона Брейккера і зберіг титул. На Money in the Bank Сет успішно захистив титул у матчі проти Балора, скориставшись дезорганізацією серед членів Судного Дня. На SummerSlam 5 серпня Роллінс знову переміг Балора і зберіг титул, незважаючи на втручання інших членів угруповання. Потім Сет зберіг пояс, перемігши Шінсуке Накамуру на Payback і на Fastlane в матчі «до останнього на ногах», а також Дрю МакІнтайра на Crown Jewel.
В епізоді RAW від 6 листопада Роллінс знову захищав титул чемпіона світу у важкій вазі від Семі Зейна, де Сет знову переміг. Після матчу відбулася бійка між Роллінсом, Зейном, Коді Роудсом й Джеєм Усо з одного боку та Судним днем (Балор, Пріст, «Брудний» Домінік Містеріо та Джей Ді МакДона) з іншого. Пізніше Адам Пірс вийшов і оголосив матч «Воєнні ігри» 4-на-4 на шоу Survivor Series. Пізніше до складу учасників матчу приєднався Дрю МакІнтайр, який об'єднав сили з Судним днем, а Ренді Ортон, що повернувся після травми, приєднався до команди Роллінса. Таким чином матч став поєдинком 5-на-5. На шоу команда Сета виграла свій матч. Роллінс знову успішно захистив свій пояс від Джея Усо в епізоді RAW 5 грудня, від МакІнтайра в матчі-реванші на RAW Day 1 і від Джиндера Махала в епізоді RAW від 15 січня 2024 року.

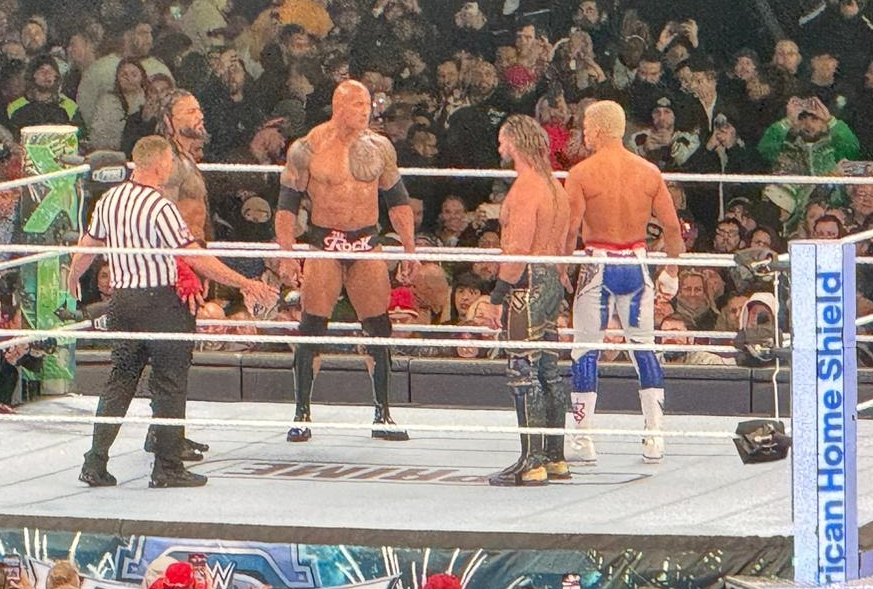
Роллінс (крайній праворуч) і Коді Роудс віч-на-віч з Романом Рейнсом і Скелею на Реслманії XL.

Наступного тижня Роллінс оголосив, що вибув з ладу через травму хрестоподібної зв'язки, аж поки не повернувся в епізоді RAW від 4 березня 2024 року, де оголосив, що за станом здоров'я йому дозволено знову змагатися. Протягом наступних кількох тижнів Роллінс став учасником ворожнечі між Коді Роудсом, Романом Рейнсом і Скелею, кульмінацією якої став програний командний матч з Роудсом проти Рейнса і Скелі в головній події першої ночі Реслманії XL 6 квітня. Наступної ночі Сет програв МакІнтайру титул чемпіона світу у важкій вазі, закінчивши свій чемпіонський забіг в 316 днів. Однак він з'явився пізніше, тієї ж ночі під час головної події шоу, щоб допомогти Роудсу здолати Рейнса. Після Реслманії, Роллінс переніс операцію з відновлення розірваного меніска в коліні і був на лікарняному понад два місяці.

#### Чемпіонські амбіції, інші протистояння (2024—дотепер)
В епізоді RAW від 17 червня Сет здійснив неочікуване повернення. Він хотів оголосити, що вступить у боротьбу за кейс «Money in the Bank», котрий розігрується на однойменному шоу, аби повернути собі титул чемпіона світу у важкій вазі. Але його перервав чинний чемпіон Деміан Пріст і під час розмови той запропонував Сету титульний матч на шоу Money in the Bank, щоб Деміан міг довести, що він кращий Сета на данний момент. Роллінс погодився і двобій було призначено, з умовою, що Сет в разі поразки не зможе претендувати на пояс, допоки Пріст залишатиметься чемпіоном. В самому матчі стався хаос: Дрю МакІнтайр доєднав себе до матчу виграним кейсом Money in the Bank, зробивши бій тристороннім, а Сі Ем Панк вирішив йому завадати стати чемпіоном. Це вилилось в результаті у перемогу Деміана Пріста, котрий утримав Дрю. Як наслідок, Сет судив матч між Панком і МакІнтайром на SummerSlam, який закінчився перемогою шотландця над Панком.
У наступному епізоді RAW Роллінс був атакований «Великим» Бронсоном Рідом і отримав выд нього шість Цунамі (сплеш з третього канату). Це було зроблено для того, щоб прибрати Сета з телебачення і дати йому можливість відновитися від невідомої травми. Після місячної відсутності Роллінс повернувся в епізоді RAW 30 вересня, щоб допомогти Брауну Строуману перемогти Ріда в матчі Last Monster Standing (укр. До останнього монстра на ногах). На Crown Jewel Сет переміг Ріда у матчі один-на-один, однак це не стало завершенням їх протистояння. У випуску RAW від 4 листопада Бронсон завадив Сету здобути претенденство на світовий титул чемпіона. В результаті, на вимогу Роллінса йому було призначено другий матч проти Ріда. 18 листопада на RAW Роллінс програв матч Бронсону через втручання Соло Сікоа. У прем'єрному епізоді RAW на Netflix 6 січня 2025 року Роллінс програв бій Сі Ем Панку.

## В реслінгу
- Як Сет Роллінс
  - Завершальний прийом
    - Pedigree — 2015—2017 рр.; 2020-дотепер (запозичений у Тріпл Ейча)
    - Curb Stomp або The Stomp (Blackout в Florida Championship Wrestling / NXT Wrestling) — 2010—2015 рр.; 2018-дотепер
    - Sethwalker — 2011—2013 рр.
    - Burning Stomp — 2023 р.
    - Fall Forward Single Underhook DDT — 2015 р.
    - Kingslayer (Revolution Knee) — 2017 р.

  - Коронні прийоми
    - Avada Kedavra
    - Springboard high knee
    - Avalanche Frankensteiner
    - Corner forearm smash
    - Blockbuster (Diving Somersault Neckbreaker)
    - Cradle Backbreaker
    - Suicide Dive
    - Slingblade
    - Falcon Arrow (Sit-Out Suplex Slam), іноді після Superplex

Музикальні теми
- «Battle On» від War of Ages[331]
- «The Haunted» від Walls of Jericho[en][332]
- «Flesh It Out» від Blues Saraceno[en][333]
- «Special Op» від Джима Джонстона[334] (WWE; 16 грудня 2012 — 2 червня 2014; 9 жовтня 2017 — 21 квітня 2019; 29 січня 2022)
- «The Second Coming» від CFO$[335] (WWE; 9 червня 2014 — 9 жовтня 2017)
- «The Second Coming (Burn it Down)» від CFO$ (WWE; 9 жовтня 2017 — 10 травня 2020; 12 лютого 2021 — 9 квітня 2021)
- «The Rising» від def rebel (WWE; 10 травня 2020 — 31 січня 2021)
- «Visionary» від def rebel (WWE; 10 квітня 2021 — дотепер)

## Титули і нагороди
- Absolute Intense Wrestling
  - Чемпіон AIW (1 раз)[336]
- All American Wrestling
  - Чемпіон AAW у важкій вазі (2 рази)[337]
  - Командний чемпіон AAW (2 рази) — з Мареком Брейвом (1) і Джиммі Джейкобсом (1)[337]
- Florida Championship Wrestling
  - Чемпіон Флориди у важкій вазі FCW (1 раз)[338]
  - Чемпіон FCW 15 (1 раз)[339]
  - Командний чемпіон Флориди FCW (1 раз) — з Річі Стімботом[340]
  - Переможець Jack Brisco Classic (2011)[341]
  - Перший «Гранд Слем» чемпіон FCW[342]
- Full Impact Pro
  - Чемпіон світу у важкій вазі FIP (1 раз)[343]
- IWA Mid-South
  - Чемпіон у напівважкій вазі IWA Mid-South (1 раз)[344]
- Mr. Chainsaw Productions Wrestling
  - Чемпіон світу у важкій вазі MCPW (1 раз)[345]
- NWA Midwest
  - Командний чемпіон Середнього Заходу NWA (1 раз) — з Мареком Брейвом[336]
- New York Post
  - Матч року (2022)[346] проти Коді Роудса на Hell in a Cell
- Pro Wrestling Guerrilla
  - Командний чемпіон світу PWG (1 раз) — з Джиммі Джейкобсом[343]
- Pro Wrestling Illustrated
  - «Протистояння року» (2014) проти Діна Емброуса[347]
  - «Найбільш ненависний реслер року» (2015, 2020)[348][349]
  - «Команда року» (2013) з Романом Рейнсом[350]
  - «Реслер року» (2015)[348]
  - PWI ставить його під номером 1 у списку 500 найкращих реслерів 2015[351], 2019[352] й 2023[353] років
- Ring of Honor
  - Чемпіон світу ROH (1 раз)[354]
  - Командний чемпіон світу ROH (2 рази) — з Джиммі Джейкобсом[355]
  - Переможець турніру за титульний матч з чемпіоном світу ROH (2008)[356]
  - Переможець турніру за титул командного чемпіона світу ROH (2008) — з Джиммі Джейкобсом[357]
  - Переможець турніру «Природний відбір» (2009)[358]
- Rolling Stone
  - Найкраща короткочасно поновлена сюжетна лінія (2015)[359] проти Діна Емброуса
  - Найзагадковіший новий фінішер (2015)[359] Pedigree
  - Найбільш пригнічений потенціал в ринзі (2014)[360]
  - Місце № 9 у списку 10 найкращих реслерів WWE (2016)[361]
- Sports Illustrated
  - Місце № 3 у списку 10 найкращих реслерів-чоловіків WWE (2018)
  - Реслер року (2022)[362]
- Wrestling Observer Newsletter
  - «Команда року» (2013) з Романом Рейнсом[363]
  - Найгірше протистояння року (2013) - як частина The Authority проти Біг Шоу[364]
  - Найгірше протистояння року (2019) - проти «Потвори» Брея Ваятта[365]
  - Найгірший матч року (2019) - проти «Потвори» Брея Ваятта на Hell in a Cell[366]
- WWE
  - Чемпіон WWE (2 рази)[367]
  - Чемпіон світу у важкій вазі (1 раз, інавгураційний)[368]
  - Всесвітній чемпіон WWE (2 рази)[369]
  - Чемпіон NXT (1 раз, інавгураційний)[370]
  - Інтерконтинентальний чемпіон WWE (2 рази)[371]
  - Чемпіон Сполучених Штатів WWE (2 рази)[372]
  - Командний чемпіон WWE/RAW (6 разів) — з Романом Рейнсом (1)[373], Діном Емброусом[374] (1), Джейсоном Джорданом (1), Брауном Строуманом (1) і Бадді Мерфі/Мерфі (1)
  - Містер «Money in the Bank» (2014)[375]
  - Переможець матчу Royal Rumble (2019)
  - Переможець інавгураційного турніру за чемпіонство світу у важкій вазі (2023)
  - Переможець інавгураційного турніру за чемпіонство NXT: Gold Rush Tournament (2012)
  - 29-ий чемпіон потрійної корони
  - 11-ий «Grand Slam» чемпіон (за поточним форматом, 19-ий загалом)
  - Другий дворазовий «Grand Slam» чемпіон
  - Slammy Award (9 разів)[376]
    - «Антигравітаційний момент року» (2014) Стрибок з балкона на Payback[377]
    - «Прорив року» (2013) з Діном Емброусом і Романом Рейнсом у складі «Щита»[378]
    - «Подвійна гра» (2014) Зрадив «Щит» і приєднався до «Керівництва»[377]
    - «Угруповання року» (2013, 2014) з Діном Емброусом і Романом Рейнсом у складі «Щита»[377][378]
    - «Вигук року» (2014) «Ти продався»[377]
    - «Матч року» (2014) Команда Сіни проти команди «Керівництва» на Survivor Series[377]
    - «Зірка року» (2015)[379]
    - «Хештег року» (2013) — #BelieveInTheShield з Діном Емброусом і Романом Рейнсом у складі «Щита»[378]

  - WWE Year-End Award за Найкраще Воз'єдання (2018) - як учасник Щита[380]
  - Bumpy Award (1 раз)
    - Найкраще вбраний за півріччя (2021) — з Сонею Девілль[381]